# Carrières romaines de Carthagène
Les carrières romaines de Carthagène sont un site archéologique de l'Hispanie romaine situées sur le territoire de Canteras, à environ 4 km de la ville de Carthagène dans la région de Murcie,.
Les carrières ont été classées Bien d'intérêt culturel en 2001 (RI-54-0000095).

## Emplacement
Il s'agit d'un site de grès jaune et de marnes, formé au miocène, faciles à tailler et à extraire, qui furent intensément exploités comme matériau de construction pour la ville de Carthago Nova depuis au moins le IIIe siècle av. J.-C.. L'utilisation de ce grès, auquel on donne le nom local de tabaire, est largement documentée dans toute la ville. Certains des bâtiments dans lesquels ce matériau a été utilisé sont :
- La muraille punique : utilisé dans le parement des murs ;
- Le forum romain : utilisé sur les escaliers d'accès au temple capitolin ;
- Le théâtre romain : portique post-scaenam et aditi.

En raison de la porosité et de la fragilité du matériau, il était souvent recouvert de marbre gris de Cabezo Gordo (es) de Torre-Pacheco.

## État de conservation

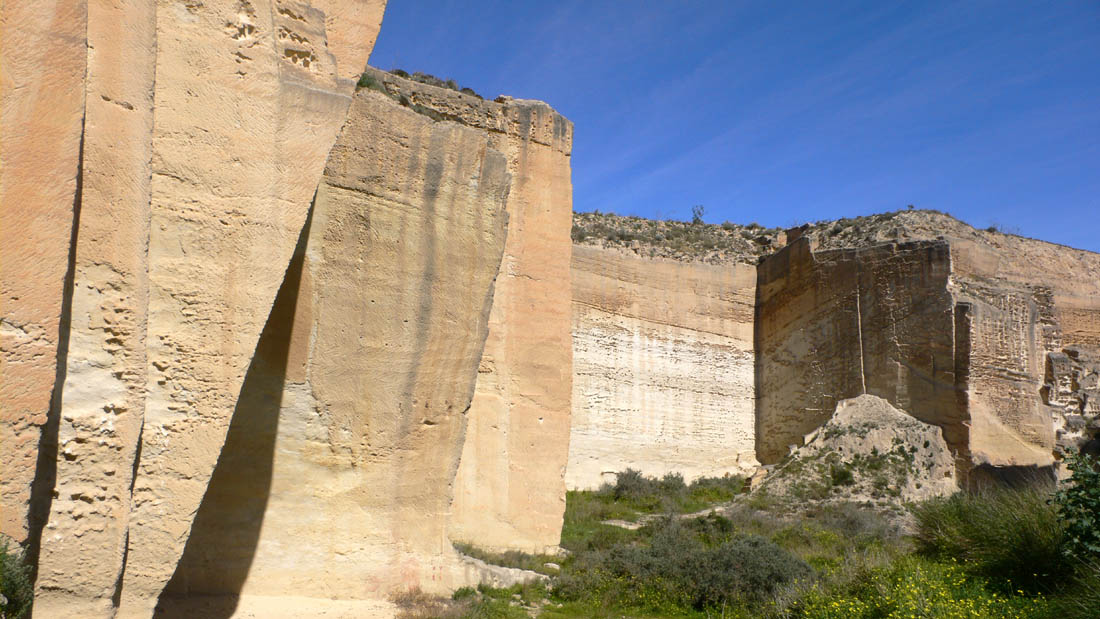

Une grande façade en pierre d'une grande monumentalité est conservée dans laquelle les marques des outils du tailleur de pierre sont facilement visibles.
En raison de leur monumentalité et de leur valeur paysagère, les carrières romaines ont été déclarées Bien d'intérêt culturel par le décret n°24/2001 du Conseil de gouvernement de la région de Murcie, avec la catégorie de site historique, établissant un périmètre de protection autour du site.

## Valeurs naturelles

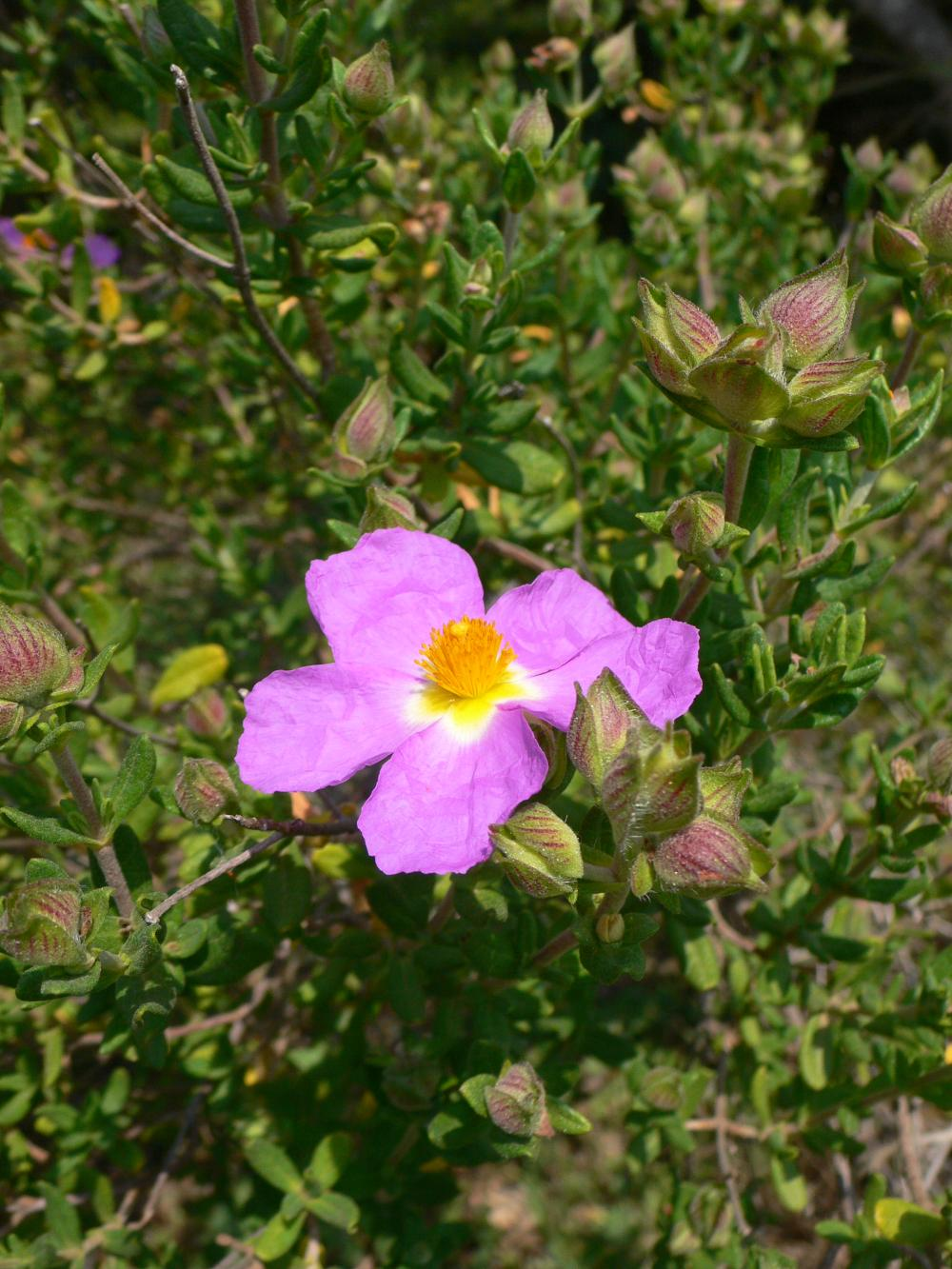
Cistus heterophyllus.

Les environs du site sont entourés de cultures traditionnelles des terres arides (principalement amandiers et caroubiers), tandis que l'intérieur des carrières est occupé par une végétation sauvage indigène.
Les petites crécerelles (Falco naumanni), les chevêches d'Athéna (Athene noctua), les pigeons biset (Columba livia) et les choucas des tours (Corvus monedula) nichent dans les déblais des carrières.
L'Association naturaliste de l'ANSE a acheté plusieurs parcelles au sein des carrières qu'elle a utilisées dans un projet archéologique et de restauration environnementale appelé "Proyecto Atabaire" et qui ont été reboisées avec des espèces indigènes telles que le cyprès de Carthagène (Tetraclinis) et le très rare ciste de Carthagène ( Cistus heterophyllus subsp. carthaginensis (es)).

## Galerie

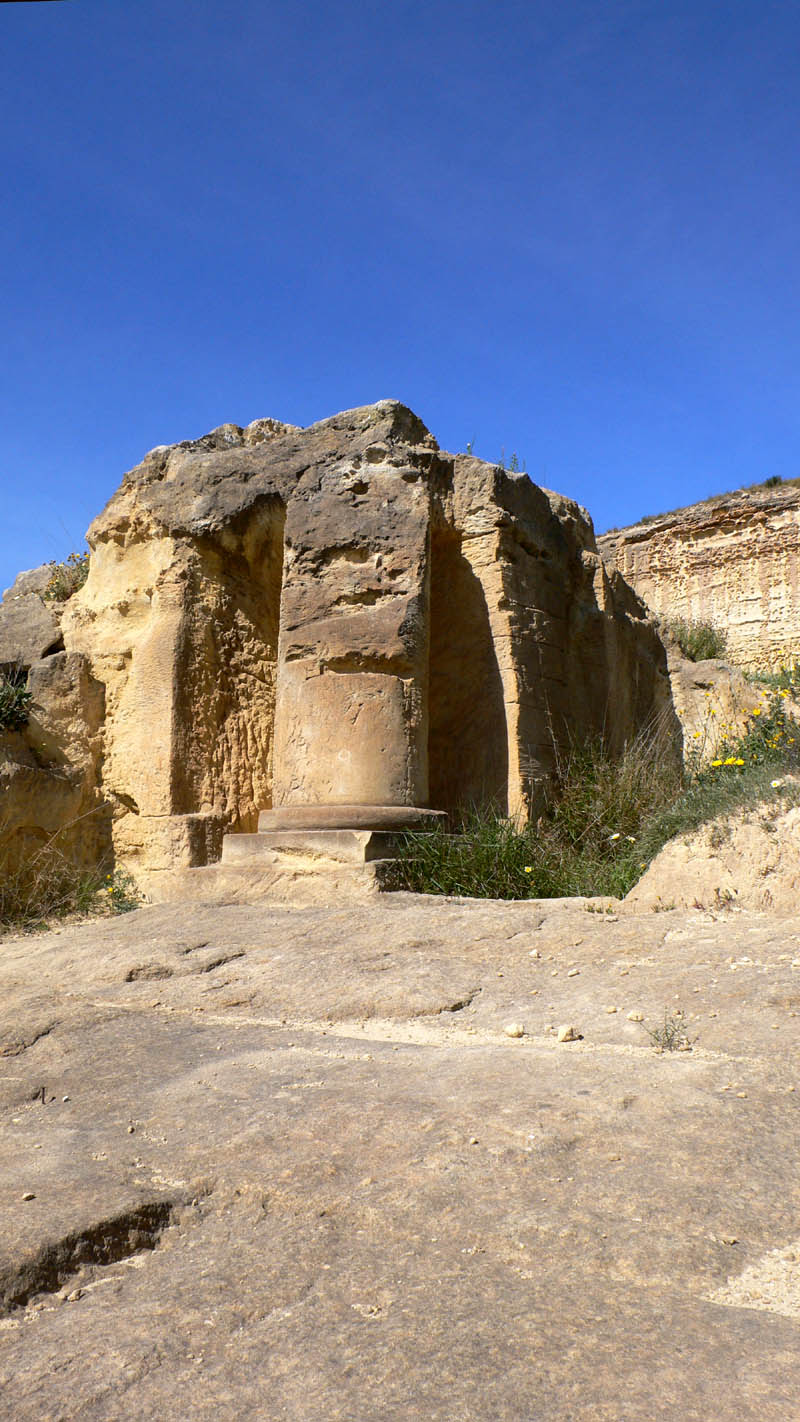
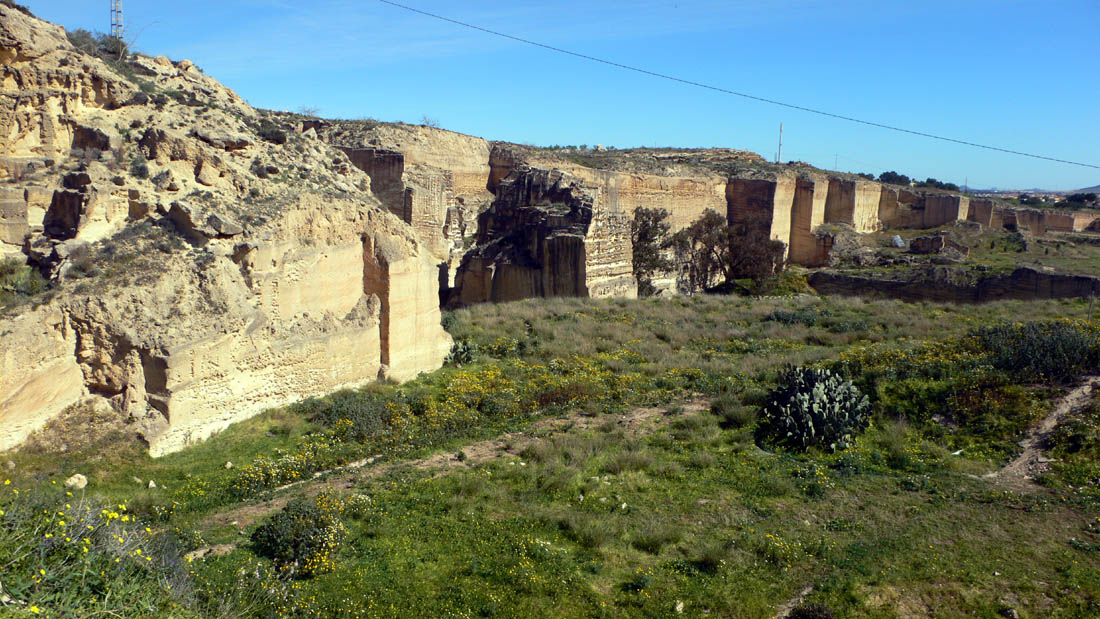